# Irfan Smajlagić
Irfan Smajlagić (Banja Luka, 1961. október 16. –) olimpiai bajnok jugoszláv majd horvát válogatott kézilabdázó, edző.

## Pályafutása

### Klubcsapatokban
Irfan Smajlagic a Borac Banja Lukában kezdte pályafutását. 1987-től 1991-ig a Medveščak Zagreb játékosa volt. 1989-ben és 1990- ben megnyerte a Jugoszláv Kupát a zágrábiakkal. Ezt követően Franciaországba, a USAM Nîmes csapatához szerződött. 1994-ben tért vissza hazájába, ekkor az akkor Badel Zagreb néven szereplő RK Zagreb igazolta le. Kétszer nyert bajnoki címet és kupát a csapattal, valamint 1995-ben bejutott a Bajnokok Ligája döntőjébe. Rövid ideig ismét a Medveščak Zagreb színeiben kézilabdázott, majd 1998-ban visszatért Franciaországba, ezúttal az Ivry csapatába. A francia bajnokságban játszott még a Bordeaux és a Livry-Gargan együttesében, utóbbi csapatból vonult vissza 2002-ben.

### A válogatottban
Az 1988-as szöuli olimpián tagja volt a bronzérmes jugoszláv válogatottnak. A horvát nemzeti csapattal 1993-ban Mediterrán játékok-győztes volt, az 1994-es Európa-bajnokságon bronzérmet, az 1995-ös világbajnokságon ezüstérmet, az 1996-os atlantai olimpia pedig aranyéremérmet nyert. Utóbbi eredményért csapattársaival együtt állami kitüntetésben részesült. 2000-ben lépett pályára utoljára a válogatottban.

## Edzőként
Vezetőedzői pályafutását a RK Čakovecnél kezdte, majd 2003-tól Lino Červar segítője lett a válogatott mellett. 2005-től az ifjúsági válogatott edzője volt, 2007-ben pedig az egyiptomi csapat szövetségi kapitánya lett. 2008-ban Afrikai nemzetek kupáját nyert a csapattal, a 2009-es világbajnokságon pedig a 7. helyen végzett az együttessel. 2009 nyarán három évre szóló szerződést kötött az Rk Bosna Sarajevo csapatával, akikkel 2010-ben és 2011-ben bajnoki címet nyert. 2012-ben az RK Zamet edzője lett, 2014 márciusában pedig az RK Lokomotiva női csapatának élére nevezték ki.

## Sikerei, díjai

### Játékosként
Borac Banja Luka
- Jugoszláv bajnok (1): 1980-81
- Jugoszláv kupagyőztes (1): 1979

Medveščak Zagreb
- Jugoszláv kupagyőztes (2): 1988-89, 1989–90

USAM Nîmes
- Francia bajnok (1): 1992-93
- Francia kupagyőztes (1): 1994

Badel 1862 Zagreb
- Horvát bajnok (2): 1994-95, 1995–96
- Horvát kupagyőztes (2): 1995, 1996
- Bajnokok Ligája-döntős (1): 1995

Egyéni elismerések
- Az 1995-ös világbajnokság legjobb jobbszélsője és az All-Star csapat tagja
- 1995-ben az év horvát kézilabdázója a Horvát Kézilabda-szövetség és a Sportske novosti szavazásán
- Az 1996-os olimpia legjobb jobbszélsője és az All-Star csapat tagja
- Franjo Bučar Állami Sportdíj
- A francia bajnokság gólkirálya 2000-ben és 2002-ben

### Edzőként
- Horvátország U-21
- Ifjúsági világbajnokság, ezüst- és bronzérem

Egyiptom
- Afrikai nemzetek kupája-győztes 2008-ban

Bosna Sarajevo
- Bosnyák bajnok (2): 2009-10, 2010–11
- Bosnyák kupagyőztes (1): 2009-10

Lokomotiva Zagreb
- Horvát bajnok (1): 2013-14
- Horvát kupagyőztes (1): 2013-14

## Kitüntetései
- Order of Danica Hrvatska - 1995, 2004[9]